# Łunin
Łunin (błr. Лунін; ros. Лунин) – agromiasteczko na Białorusi, w rejonie łuninieckim obwodu brzeskiego, około 13 km na północny zachód od Łunińca i w pobliżu Łunińskiego Rezerwatu Biologicznego.
Siedziba parafii prawosławnej pw. Świętych Borysa i Gleba.
Znajduje tu się stacja kolejowa Łowcza, położona linii Homel - Łuniniec - Żabinka.

## Historia
Pierwsze znane dziś wzmianki o Łuninie pochodzą z 1440 roku. W I połowie XV w. Zygmunt Kiejstutowicz nadał Lulin Wielki (Łunin z Łunińcem) Mikołajowi Niemirowiczowi i jego matce Annie, wdowie po Janie Niemirze z Wsielubia. Następnie dobra te w drodze dziedziczenia przeszły do bratanka Mikołaja – Piotra Fiedkowicza Niemirowicza, po czym do jego syna – Jana Pieńko Niemirowicza. Jan Pieńko Niemirowicz wraz ze swą żoną Bohdaną Hanną Sapieżanką nie doczekał się potomstwa, wobec czego adoptował swojego siostrzeńca Stanisława Dowojno, czyniąc go swym spadkobiercą. Stanisław Dowojno (zm. w 1574), wojewoda połocki, był właścicielem tych dóbr od 1563 roku, następnie wdowa po nim Barbara z ks. Sołomereckich, a potem – Jerzy Radziwiłł, kuzyn pierwszej żony Dowojny, Petroneli. W połowie XVII wieku klucz łuniński stał się własnością Mikołaja Druckiego-Lubeckiego i pozostawał przez kolejne około 300 lat w rękach męskich potomków tego rodu. Najbardziej rozrósł się za czasów Franciszka Druckiego-Lubeckiego (zm. w 1806), kasztelana pińskiego, praprawnuka Mikołaja i ojca ministra skarbu Franciszka Ksawerego (7 starostw wiejskich, 16 wsi). 
Prywatne miasto szlacheckie położone było w końcu XVIII wieku w powiecie nowogródzkim województwa nowogródzkiego. 
Po Franciszku fortunę odziedziczył jego najmłodszy syn Hieronim (1779–1844), marszałek powiatu pińskiego, ożeniony z Krystyną Niemirowicz-Szczyttówną (córką marszałka Józefa Niemirowicza-Szczytta i potomkinią najstarszych znanych właścicieli Łunina). Następnie – ich syn Edwin Cezary Adam (1828–1901, ur. i zm. w Łuninie), również marszałek piński, a po nim ostatnim właścicielem Łunina był jego syn Franciszek Drucki-Lubecki (ur. w 1878 w Łuninie, rozstrzelany przez Niemców w czasie powstania warszawskiego, senator II Rzeczypospolitej w latach 1928–1935. W 1922 roku mocno już okrojony majątek liczył ciągle 26 860 ha.
Przed rozbiorami Łunin leżał w powiecie pińskim województwie brzeskolitewskim Rzeczypospolitej. Po II rozbiorze Polski znalazł się na terenie  guberni słonimskiej (1796), litewskiej (1797–1801), a później grodzieńskiej (1801–1915) Imperium Rosyjskiego. Po ustabilizowaniu się granicy polsko-radzieckiej w 1921 roku Łunin znalazł się na terenie Polski, początkowo w gminie Łunin, a od 1928 roku w gminie Łuniniec powiatu łuninieckiego województwa poleskiego, od 1945 roku – w ZSRR, od 1991 roku – na terenie Republiki Białorusi.

## Kościoły i cerkwie w Łuninie

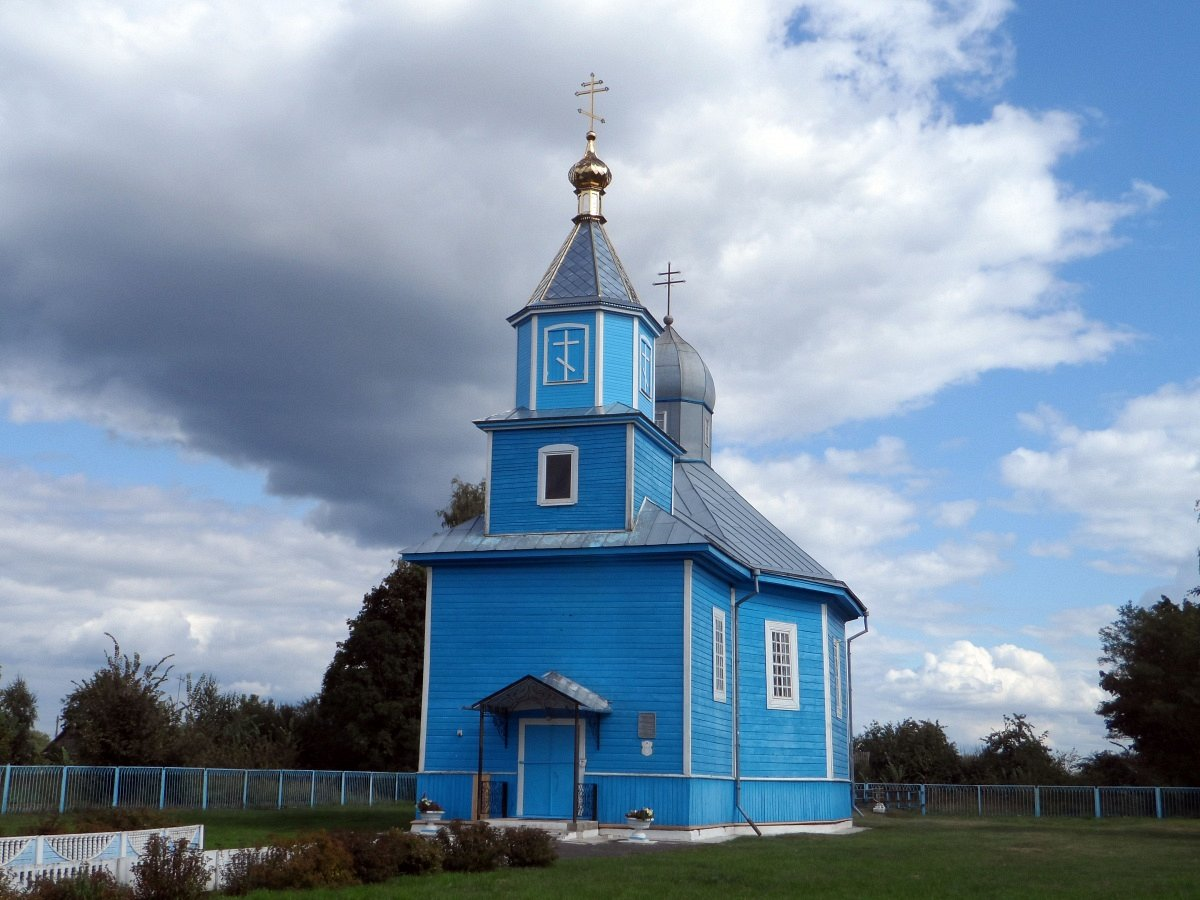
Cerkiew Świętych Borysa i Gleba

W 1749 roku Walerian Żaba, kasztelan połocki ufundował w Łuninie jednonawowy kościół pijarów z dwiema wieżami. Dziś nie ma śladu po tym kościele.
Franciszek Drucki-Lubecki ufundował w 1794 roku murowany kościół, który był filią parafii benedyktyńskiej horodyszczańskiej. Po jej kasacie około 1866 roku wieś przyłączono do parafii pińskiej, a kościół zamknięto. Edwin Cezary Drucki-Lubecki próbował przebudować kościół na nowy, parafialny pw. Przemienienia Pańskiego, z przeznaczeniem m.in. na grobowiec rodzinny, jednak wskutek zakazu rządu rosyjskiego przebudowa kościoła nie została zakończona. W 1935 roku przebudowano go staraniem parafian, konsekracja odbyła się 6 sierpnia 1935 roku, dokonał jej biskup piński Kazimierz Bukraba. Wtedy liczba parafian wynosiła 1216 osób. Kościół został zniszczony po 1939 roku.
Hieronim Drucki-Lubecki wybudował w północnej części wsi w 1824 roku cerkiew Świętych Borysa i Gleba. Drewniana świątynia o cechach klasycystycznych stała w otoczeniu starych lip. Przetrwała do dziś (według niektórych źródeł została zburzona w XIX wieku, i odbudowana w latach 90. XX wieku). Składa się z niewysokiej, dwukondygnacyjnej wieży-dzwonnicy, babińca i ośmiobocznej nawy. Wieżę i nawę nakrywają dachy namiotowe. Przy cerkwi znajduje się cmentarz żołnierzy z I wojny światowej.
Przed II wojną światową na skraju parku dworskiego znajdowała się murowana kaplica dworska na planie ośmioboku, w której odbywały się msze święte przed 1935 rokiem. Nic po niej nie pozostało.

## Dawny pałac w Łuninie
Pałac w Łuninie wzniesiono w pierwszej ćwierci XIX wieku, na planie prostokąta, na wysokiej podmurówce. Była to drewniana, trzynastoosiowa budowla, parterowa w częściach bocznych, piętrowa w trzyosiowej części centralnej, do której przylegał portyk, którego 4 kolumny podtrzymywały w wielkim porządku trójkątny fronton przebity półokrągłym oknem. Do pałacu prowadziły monumentalne schody szerokości portyku. Pod trójkątem na wysokości pierwszego piętra znajdował się balkon o tej samej szerokości. Ze względu na to, że pałac był wybudowany na zboczu, jego ogrodowa elewacja sprawiała znacznie bardziej pałacowe wrażenie. Poniżej elewacji podobnej do tej od frontu była jeszcze jedna kondygnacja, której środkowa arkadowa część podtrzymywała centralny portyk. Po prawej stronie dobudowano przeszklone dwukondygnacyjne przedłużenie pałacu. Z ciekawszego wyposażenia w pałacu przechowywano monstrancję z 1620 roku.
Pałac spłonął z całą zawartością w 1918 roku. Nie został odbudowany. Wokół pozostał kilkunastohektarowy park, którego resztki widoczne są do dziś.
Majątek w Łuninie jest opisany w 2. tomie Dziejów rezydencji na dawnych kresach Rzeczypospolitej Romana Aftanazego.
Z majątkiem związany był malarz Michał Kulesza, który, będąc członkiem Zgromadzenia Filaretów, został w roku 1823, przed ukończeniem studiów, aresztowany. Zwolniony z więzienia za poręczeniem Hieronima Druckiego-Lubeckiego musiał wyjechać do Łunina jako nauczyciel rysunku dzieci książęcych.